# Білоруський розслідувальницький центр
«Білоруський розслідувальницький центр» (БРЦ, Belarusian Investigative Center, BIC) — інтернет-медіа, що спеціалізується на журналістських розслідуваннях та аналітиці, визнане режимом Олександра Лукашенка «екстремістською організацією».

## Історія
«Білоруський розслідувальницький центр» був створений у 2018 році Станіславом Івашкевичем. Через три роки команда покинула Білорусь, коли влада почала активно репресувати та арештовувати представників медіа. На студії БРЦ у Мінську пройшли обшуки, а 29 червня 2021 року сайт заблокували.
У жовтні 2022 року, за даними Мінської міської прокуратури, інформаційну продукцію «Білоруського розслідувальницького центру» визнали «екстремістськими матеріалами», до переліку увійшли в тому числі логотипи, що містять абревіатуру «БРЦ» і слова «Білоруський розслідувальницький центр».
У грудні 2022 року БРЦ приєднався до Global Investigative Journalism Network. На початку 2022 року центр став учасником Проєкту розслідування корупції та організованої злочинності (OCCRP).
15 вересня 2023 року Верховний суд Білорусі визнав «Білоруський розслідувальницький центр» «екстремістською організацією».
Наприкінці липня 2024 року стало відомо, що в розшук оголошено кількох діючих і колишніх членів БРЦ.

## Розслідування
У січні 2022 року «Білоруський розслідувальницький центр» спільно з Re: Baltica, Delfi Estonia опублікували матеріал-розслідування, в якому показали триразове зростання експорту нафти з Білорусі до Естонії за порівняння показників за 2021 і 2020 роки. 4 лютого 2022 року Естонія оголосила про запровадження додаткових санкцій проти Білорусі у вигляді призупинення транзиту вугільної нафти.
Після спільного розслідування БРЦ і The Guardian британська влада заморозила лондонське майно Саїда Гуцерієва, сина «гаманця» Лукашенка Михайла Гуцерієва, вартістю 200 мільйонів доларів.
У грудні 2022 року бізнесмена Саулюса Гірчиса, який брав участь у схемі незаконного продажу білоруського лісу в ЄС через Казахстан і Киргизію, за результатами розслідування БРЦ виключили зі своєї політичної партії.
Після спільного з Сієною розслідування способів обходу санкцій проти «Гродно Азоту» Литва вилучила білоруські добрива на мільйони євро та посилила контроль на кордоні.
У листопаді 2023 року «Білоруський розслідувальницький центр» доєднався до Міжнародного консорціуму журналістів-розслідувачів та 69 медіа-партнерів, у тому числі Distributed Denial of Secrets і Organized Crime and Corruption Reporting Project (OCCRP) для підготовки репортажу «Кіпр конфіденційний» про фінансову мережу, яка підтримує режим Володимира Путіна. Урядові чиновники, у тому числі й президент Кіпру Нікос Хрістодулідес та європейські законодавці почали реагувати на результати розслідування менш ніж за 24 години, закликаючи до реформ.
БРЦ публікував розслідування про білоруські компанії Бєларуськалій, БелАЗ, Білшина, Dana Holdings, Гродно Азот, про Ірину Абельську та Юрія Чижа, а також про міграційну кризу Білорусь–ЄС, викрадення українських дітей, фільтраційний табір для українців в Білорусі, розкрадання Росією українського зерна та участь у цьому бізнесменів з Білорусі. Деякі з розслідувань БРЦ були проведені спільно з OCCRP, ICIJ, Кіберпартизанами, Белсатом, Радіо Свобода, Rzeczpospolita, а також місцевими розслідувальними ЗМІ на кшталт Armando.Info, Gazeta Wyborcza, iStories, Re: Baltica, Süddeutsche Zeitung, Слідством.Інфо, проєктами Схеми: корупція в деталях та The Reckoning Project.

## Програми
- Новини з Чалим
- Чалий: Економіка
- Weekly Top Fake — щотижневе шоу, що викриває фейкові новини в білоруських і російських ЗМІ. Програма підписала Кодекс принципів Міжнародної мережі перевірки фактів Інституту Пойнтера[31].

Журналісти БРЦ є лауреатами національної премії «Вільне слово» Білоруської асоціації журналістів у 2018, 2019, 2020 та 2021 роках. На «Вільному слові» 2021 команда БРЦ також отримала перше місце за Analytics.